# Маринський Іван Антонович
Іва́н Анто́нович Мари́нський (29 липня 1912, Аджамка — 14 травня 1992, там же) — учасник Другої світової війни, Герой Радянського Союзу (1945).

## Біографія
Іван Антонович Маринський народився 29 липня 1912 року в селі Аджамка Єлизаветградського повіту Херсонської губернії в бідній селянській родині. Українець. Навчався у початковій школі. Рано осиротівши, працював пастухом, їздовим. Згодом закінчив курси трактористів. Працював у колгоспі, з 1935 тракторист МТС.
В 1941 −1944 роках перебував на тимчасово окупованій німецькими військами території. Після звільнення села призваний до лав Червоної Армії. У складі 8-ї гвардійської повітряно-десантної дивізії 7-ї гвардійської армії 2-го Українського фронту звільняв Миколаївську та Одеську області України. Брав участь у звільненні Молдавії, Румунії, Югославії, Угорщини, Австрії.
9 квітня 1945 року, замінивши пораненого командира взводу, утримував міст через Дунай у Відні. Будучи пораненим, продовжував командування взводом. Єдиний у місті міст було врятовано від вибуху. При цьому знищено близько 80 гітлерівців, захоплено військові трофеї.
Указом Президії Верховної Ради СРСР від 29 червня 1945 року гвардії старший сержант Маринський І. А. удостоєний звання Героя Радянського Союзу.
Після війни працював на різних посадах у колгоспах рідного села. В 1953 році закінчив школу спеціалістів сільського господарства в Кіровограді за спеціальністю агронома.

## Нагороди
- Орден Леніна (1945)
- Орден Вітчизняної війни 1-го ступеня (1985)
- Медаль «За відвагу» (1944)
- Медаль «За взяття Відня» (1945)
- Медаль «За перемогу над Німеччиною» (1945)
- ювілейні медалі.